# جون جيبسون (لاعب هوكي الجليد)
جون جيبسون (بالإنجليزية: John Gibson)‏ (و. 1993  م) هو لاعب هوكي الجليد، من الولايات المتحدة، ولد في بيتسبرغ، مركز لعبه هو حارس مرمى ‏.

## روابط خارجية
- جون جيبسون على موقع دوري الهوكي الوطني (الإنجليزية)
- جون جيبسون على موقع EliteProspects.com (الإنجليزية)
- جون جيبسون على موقع Eurohockey.com (الإنجليزية)
- جون جيبسون على موقع HockeyDB.com (الإنجليزية)
- جون جيبسون على موقع Hockey-Reference.com (الإنجليزية)